# Ulota hutchinsiae
Ulota hutchinsiae е вид листнат мъх.

## Описание
Представителите са с твърди ланцетовидни листа със завити краища в долната част. Жилката на растението е червеникава или кафява.
Среща се върху скали в Европа, Северна Америка и Япония. В България видът е разпространен в Стара планина, Витоша и Рила. Рядко расте по дърветата.